# Семисотська сільська рада
Семисо́тська сільська́ ра́да — адміністративно-територіальна одиниця та орган місцевого самоврядування в Ленінському районі Автономної Республіки Крим. Адміністративний центр — село Семисотка.

## Загальні відомості
- Населення ради: 2 550 осіб (станом на 2001 рік)

## Населені пункти
Сільській раді підпорядковані населені пункти:
- с. Семисотка
- с. Кам'янське
- с. Львове
- с. Петрове
- с. Соляне
- с. Фронтове

## Склад ради
Рада складається з 16 депутатів та голови.
- Голова ради: Никонков Олександр Васильович
- Секретар ради: Пишненко Ольга Анатоліївна

### Керівний склад попередніх скликань
| Прізвище, ім'я, по батькові   | Основні відомості                                                 | Дата обрання | Дата звільнення |
| ----------------------------- | ----------------------------------------------------------------- | ------------ | --------------- |
| Терещенко Ігор Миколайович    | Сільський голова, 1961 року народження, член Партії регіонів      | 26.03.2006   | 31.10.2010      |
| Никонков Олександр Васильович | Сільський голова, 1974 року народження, освіта вища, безпартійний | 31.10.2010   |                 |

Примітка: таблиця складена за даними сайту Верховної Ради України

### Депутати
За результатами місцевих виборів 2010 року депутатами ради стали:

#### За суб'єктами висування
| Суб'єкт висування | Кількість обраних депутатів | %    |
| ----------------- | --------------------------- | ---- |
| Самовисування     | 15                          | 93,8 |
| Партія регіонів   | 1                           | 6,3  |

#### За округами
| № округу        | Прізвище, ім'я, по батькові       | Дата визнання обраним | Освіта             | Партійна приналежність | Відомості про обраного депутата           |
| --------------- | --------------------------------- | --------------------- | ------------------ | ---------------------- | ----------------------------------------- |
| Партія регіонів |                                   |                       |                    |                        |                                           |
| 16              | Ковальська Ніна Олександрівна     | 03.11.2010            | середня            | член Партії регіонів   | пенсіонер                                 |
| Самовисування   |                                   |                       |                    |                        |                                           |
| 1               | Чернов Олексій Дмитрович          | 03.11.2010            | середня            | позапартійний          | ТОВ «Сиваш», робітник                     |
| 2               | Федчин Наталія Володимирівна      | 03.11.2010            | вища               | позапартійна           | тимчасово не працює                       |
| 3               | Сейдаметов Айдер Ісмаілович       | 03.11.2010            | середня            | позапартійний          | тимчасово не працює                       |
| 4               | Чістякова Тетяна Олександрівна    | 03.11.2010            | середня            | позапартійна           | тимчасово не працює                       |
| 5               | Мамбєтов Зінор Мамутович          | 03.11.2010            | середня            | позапартійний          | приватний підприємець                     |
| 6               | Мамбєтов Асан Мамутович           | 03.11.2010            | середня            | позапартійний          | СВК «Семисотка», робітник                 |
| 7               | Симоненко Юрій Михайлович         | 03.11.2010            | середня            | позапартійний          | ППВКХ м. Феодосія, машиніст               |
| 8               | Іванов Артем Вікторович           | 03.11.2010            | середня            | позапартійний          | с. Семисотка, будівельник                 |
| 9               | Куртмуллаєв Айдер Ібрагімович     | 03.11.2010            | середня            | позапартійний          | тимчасово не працює                       |
| 10              | Гораль Юрій Володимирович         | 03.11.2010            | незакінчена вища   | позапартійний          | тимчасово не працює                       |
| 11              | Нічипоренко Людмила Володимирівна | 14.11.2010            | середня спеціальна | член Партії «Союз»     | тимчасово не працює                       |
| 12              | Мамбєтов Лєнор Мамутович          | 03.11.2010            | середня            | позапартійний          | тимчасово не працює                       |
| 13              | Пишненко Ольга Анатоліївна        | 03.11.2010            | середня спеціальна | позапартійна           | приватний підприємець                     |
| 14              | Мамбєтов Ремзі Февзійович         | 03.11.2010            | середня спеціальна | позапартійний          | насосна установка, с. Семисотка, машиніст |
| 15              | Ломакіна Марія Іванівна           | 03.11.2010            | середня спеціальна | позапартійна           | тимчасово не працює                       |